# Celtman Xtreme Triathlon

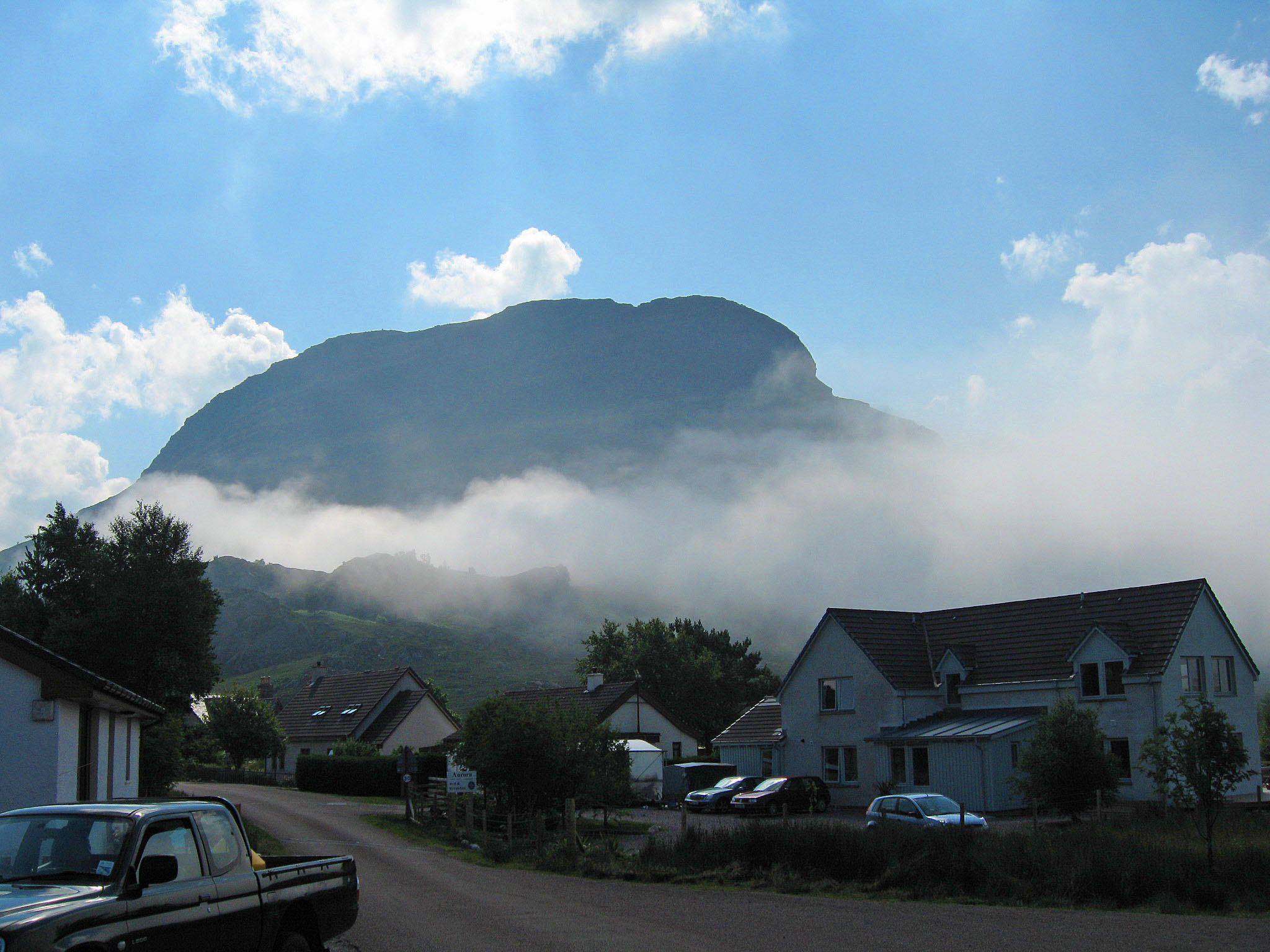
Shieldaig in Schottland

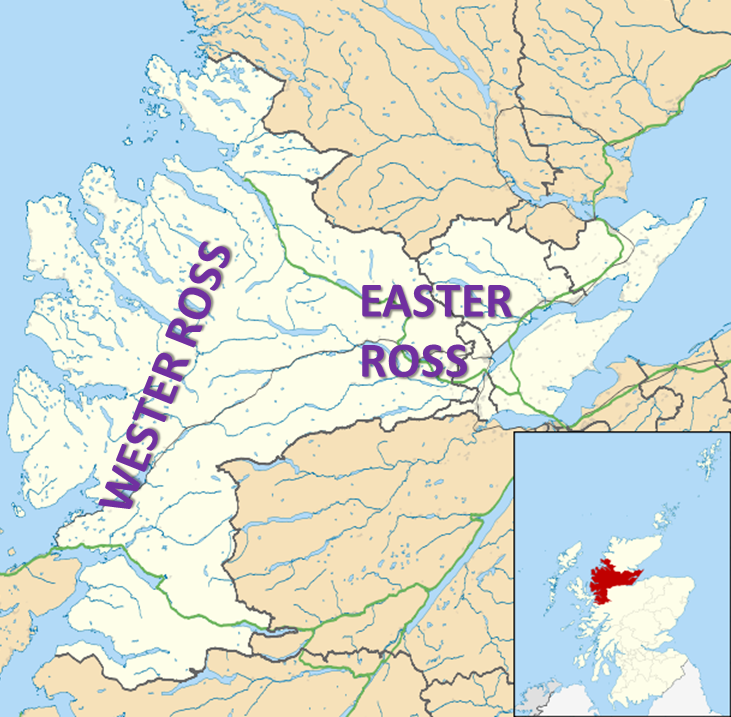
Lage von Wester und Easter Ross

Der Celtman Xtreme Triathlon ist ein seit 2012 veranstalteter Triathlon über die Langdistanz im Norden Schottlands mit extremer Streckenführung in Shieldaig und der Region Wester Ross. Er findet jährlich im Juni statt und bildet zusammen mit dem Norseman (in Norwegen) und Swissman (in der Schweiz) die Reihe der Xtreme-Triathlons.
- Die Schwimmdistanz beginnt in Shieldaig und  umfasst 3,4 km im Atlantik. Kältebedingt wurde die Distanz im Vergleich zum Ironman um 400 Meter gekürzt. Die Temperatur liegt beim Schwimmen bei ca. 12 Grad Celsius.
- Die Raddistanz über 200 km und 2000 hm geht durch die schottischen Highlands.[1]
- Der abschließende Marathonlauf verläuft durch die Highlands, bei denen zwei Berge mit einer Höhe über 3000 ft (914 Meter) zu bezwingen sind.[2]

Bei der ersten Austragung des am Ironman orientierten Rennens am 23. Juni 2012 erreichten 108 Teilnehmer das Ziel. Bei der zweiten Austragung 2013 siegte bei den Frauen die Deutsche Kathrin Müller in 13:05 Stunden und belegte Platz elf in der Gesamtwertung.
2022 stellte die Britin Eilidh Prise einen neuen Streckenrekord ein.

## Siegerliste
| Jahr          | Erster Platz    | Zweiter Platz | Dritter Platz  |
| ------------- | --------------- | ------------- | -------------- |
| 15. Juni 2024 | Ross Creber -2- | Robin Downie  | Iain Veitch    |
| 2023          | Ross Creber     | Robin Downie  | Yannick Vögele |
| 2022          |                 |               |                |
| 2013          |                 |               |                |
| 23. Juni 2012 |                 |               |                |

| Jahr | Erster Platz      | Zweiter Platz        | Dritter Platz |
| ---- | ----------------- | -------------------- | ------------- |
| 2024 | Eilidh Prise -2-  | Estera Zak           | Jenny Nilsson |
| 2023 | Claire Weller     | Kaja Bergwitz-Larsen | Estera Zak    |
| 2022 | Eilidh Prise (SR) |                      |               |
| 2013 | Kathrin Müller    |                      |               |
| 2012 |                   |                      |               |

(SR: Streckenrekord)